# 公田駅
公田駅（コンジョンえき）は、大韓民国忠清北道堤川市鳳陽邑にある韓国鉄道公社忠北線の駅である。旅客取扱中止後、駅舎は個人に貸出され、木製電車の展示場に改造された。

## 歴史
- 1959年1月1日 - 営業開始。
- 1977年1月1日 - 忠北線の複線化によって、駅舎が現在地に移転。
- 2008年1月1日 - ダイヤ改正によって停車する列車が1日3往復から1往復に減少。
- 2008年6月1日 - 無人駅化。
- 2008年12月1日 - 旅客取り扱い中止。

## 隣の駅
韓国鉄道公社
忠北線
三灘駅 - （公田駅） - 鳳陽駅